# Srezovac
Srezovac (en serbe cyrillique : Срезовац) est un village de Serbie situé dans la municipalité d'Aleksinac, district de Nišava. Au recensement de 2011, il comptait 185 habitants.

## Démographie
| 1948 | 1953 | 1961 | 1971 | 1981 | 1991 | 2002 | 2011 |
| ---- | ---- | ---- | ---- | ---- | ---- | ---- | ---- |
| 328  | 330  | 331  | 291  | 259  | 271  | 238  | 185  |

|  |